# Liste der Monuments historiques in Saint-Élix-le-Château
Die Liste der Monuments historiques in Saint-Élix-le-Château führt die Monuments historiques in der französischen Gemeinde Saint-Élix-le-Château auf.

## Liste der Bauwerke
| Bezeichnung                                                             | Beschreibung              | Standort | Kennzeichnung | Schutzstatus | Datum     | Bild           |
| ----------------------------------------------------------------------- | ------------------------- | -------- | ------------- | ------------ | --------- | -------------- |
| Schloss                                                                 | Erbaut im 16. Jahrhundert | (Lage)   | PA00094452    | Inscrit      | 1927 1994 | weitere Bilder |
| Pyramide de démarcation de la Guyenne et du Languedoc (Grenzmarkierung) | Erbaut im 17. Jahrhundert | (Lage)   | PA00094453    | Inscrit      | 1973      |                |